# Pertti Karppinen
Pertti Karppinen (Vehmaa, Finlàndia 1953) és un remador finlandès, ja retirat, guanyador de tres medalles olímpiques d'or de forma consecutiva.

## Biografia
Va néixer el 17 de febrer de 1953 a la ciutat de Vehmaa, població situada a la província de Finlàndia Occidental. És germà gran del també remador Reima Karppinen.

## Carrera esportiva
Va participar, als 23 anys, en els Jocs Olímpics d'Estiu de 1976 realitzats a Mont-real (Canadà), on va guanyar la medalla d'or en la prova de scull individual en derrotar a la final l'alemany Peter-Michael Kolbe, amb el qual establí una gran rivalitat. Posteriorment aconseguí guanyar la medalla d'or en aquesta mateixa disciplina en els Jocs Olímpics d'Estiu de 1980 realitzats a Moscou (Unió Soviètica) i en els Jocs Olímpics d'Estiu de 1984 realitzats a Los Angeles (Estats Units), convertint-se en el segon remador en aconseguir aquest fet després del soviètic Vyacheslav Ivanov. En els Jocs Olímpics d'Estiu de 1988 celebrats a Seül (Corea del Sud) únicament pogué finalitzar setè en guanyar la final de consolició, i en els Jocs Olímpics d'Estiu de 1992 celebrats a Barcelona (Catalunya) fou 10è.
Al llarg de la seva carrera ha guanyat 6 medalles en el Campionat del Món de rem, destacant entre elles dos medalles d'or.